# Handball-Bundesliga (Frauen) 2021/22
Die Handball-Bundesliga 2021/2022 war die 46. Spielzeit der höchsten deutschen Spielklasse im Handball der Frauen in der Geschichte der Bundesliga.
Die Saison begann am Wochenende 4./5. September 2021. 14 Mannschaften spielen im Modus „Jeder gegen Jeden“ mit je einem Heim- und Auswärtsspiel um die Deutsche Meisterschaft. Den Meistertitel holte sich vorzeitig der Verein SG BBM Bietigheim, das Team hatte alle 26 Bundesligaspiele in dieser Saison gewonnen.

## Statistiken

### Tabelle
| Pl.     | Verein                     | Sp. | S  | U | N  | Tore      | Diff. | Punkte  |
| ------- | -------------------------- | --- | -- | - | -- | --------- | ----- | ------- |
| 1.      | SG BBM Bietigheim          | 26  | 26 | 0 | 0  | 0884:5820 | +302  | 052:00  |
| 2.      | BVB Dortmund Handball (M)  | 26  | 22 | 0 | 4  | 0776:6430 | +133  | 044:80  |
| 3.      | Buxtehuder SV              | 26  | 19 | 0 | 7  | 0788:6840 | +104  | 038:140 |
| 4.      | Thüringer HC               | 26  | 16 | 2 | 8  | 0745:6880 | +57   | 034:180 |
| 5.      | TuS Metzingen              | 26  | 15 | 1 | 10 | 0767:7690 | −2    | 031:210 |
| 6.      | HSG Blomberg-Lippe         | 26  | 13 | 2 | 11 | 0726:7400 | −14   | 028:240 |
| 7.      | Sport-Union Neckarsulm     | 26  | 12 | 2 | 12 | 0797:8130 | −16   | 026:260 |
| 8.      | SV Union Halle-Neustadt    | 26  | 10 | 1 | 15 | 0631:6680 | −37   | 021:310 |
| 9.      | TSV Bayer 04 Leverkusen    | 26  | 8  | 3 | 15 | 0655:7450 | −90   | 019:330 |
| 10.     | HSG Bensheim/Auerbach      | 26  | 8  | 1 | 17 | 0740:7840 | −44   | 017:350 |
| 11.     | HSG Bad Wildungen          | 26  | 7  | 3 | 16 | 0725:8110 | −86   | 017:350 |
| 12.     | VfL Oldenburg              | 26  | 7  | 2 | 17 | 0665:7240 | −59   | 016:360 |
| 13.     | BSV Sachsen Zwickau (N)    | 26  | 5  | 1 | 20 | 0626:7490 | −123  | 011:410 |
| 14.     | HL Buchholz 08-Rosengarten | 26  | 5  | 0 | 21 | 0611:7360 | −125  | 010:420 |
| Quelle: |                            |     |    |   |    |           |       |         |

| |                                            |
| (M) | Meister der Vorsaison                      |
| (N) | Aufsteiger aus der 2. Bundesliga 2020/2021 |
| Zum Saisonende 2021/2022: |                                            |
| Deutscher Meister und Teilnahme an der Gruppenphase der EHF Champions League 2022/23 DHB-Pokal-Finalist und Teilnahme an der EHF European League 2022/2023 Teilnahme an der EHF European League 2022/2023 Teilnahme an den Relegationsspielen gegen den Zweitplatzierten der 2. Bundesliga 2021/2022 Abstieg in die 2. Bundesliga 2022/2023 |                                            |

### Relegation
In der Relegation spielte das Team auf Platz 13 der Bundesliga gegen das Team auf Platz 2 der 2. Bundesliga.
| Datum        |                      |                      | Ergebnis |
| ------------ | -------------------- | -------------------- | -------- |
| 1. Juni 2022 | BSV Sachsen Zwickau  | Frisch Auf Göppingen | 25:21    |
| 4. Juni 2022 | Frisch Auf Göppingen | BSV Sachsen Zwickau  | 27:26    |
| Gesamt       | BSV Sachsen Zwickau  | Frisch Auf Göppingen | 51:48    |

### Tore
| Platz | Tore | davon 7 m | Spielerin               | Verein                 | Tore des Vereins in der Saison |
| ----- | ---- | --------- | ----------------------- | ---------------------- | ------------------------------ |
| 1.    | 162  | 68        | Malina Marie Michalczik | HSG Blomberg-Lippe     | 726                            |
| 2.    | 151  | 16        | Kathrin Pichlmeier      | VfL Oldenburg          | 665                            |
| 3.    | 146  | 0         | Johanna Stockschläder   | Sport-Union Neckarsulm | 797                            |
| 4.    | 140  | 32        | Munia Smits             | HSG Bad Wildungen      | 725                            |
| 5.    | 140  | 64        | Alina Grijseels         | Borussia Dortmund      | 776                            |

## Die Meistermannschaft
| 1. | SG BBM Bietigheim |
|    | - Mannschaft: Lieke van der Linden, Melinda Szikora, Gabriela Moreschi, Antje Lauenroth, Inger Smits, Luisa Schulze, Karolina Kudłacz-Gloc, Kim Naidzinavicius, Kelly Dulfer, Xenia Smits, Danick Snelder, Trine Østergaard Jensen, Julia Maidhof, Stine Jørgensen, Jenny Behrend, Veronika Malá - Trainer: Markus Gaugisch |